# Okręg Romorantin-Lanthenay
Okręg Romorantin-Lanthenay (fr. Arrondissement de Romorantin-Lanthenay) – okręg w środkowej Francji, w departamencie Loir-et-Cher. Populacja wynosi 88 700.

## Podział administracyjny
W skład okręgu wchodzą następujące kantony:
- Lamotte-Beuvron,
- Mennetou-sur-Cher,
- Neung-sur-Beuvron,
- Romorantin-Lanthenay-Nord,
- Romorantin-Lanthenay-Sud,
- Saint-Aignan,
- Salbris,
- Selles-sur-Cher.